# Clidemia microthyrsa
Clidemia microthyrsa är en tvåhjärtbladig växtart som beskrevs av Robert Orchard Williams. Clidemia microthyrsa ingår i släktet Clidemia och familjen Melastomataceae. Inga underarter finns listade i Catalogue of Life.